# 亞美尼亞國家科學院
亞美尼亞國家科學院是亞美尼亞政府直屬的科學研究機構。亞美尼亞國家科學院的前身是成立於1935年的蘇聯科學院於亞美尼亞的分支。蘇聯解體之後於1993年改為現在的名稱。